# Forca (Elba)
Forca è il nome di una dorsale dell'isola d'Elba situata alle pendici sud-occidentali del Monte Capanne, non distante dalla vetta del Monte Cenno e dal Prado alla Rena. Il toponimo deriva dal latino furca, in riferimento alla conformazione biforcata della dorsale. Nell'area si trova un quartiere pastorale, il Caprile della Forca, con un ricovero (capanna o grottino) per la produzione di formaggi realizzato nella prima metà del XX secolo. A quota inferiore esistono altri due recinti pastorali in pietra, i Caprili della Forca Bassa, uno dei quali di considerevoli dimensioni (diametro di 10 metri) e dalla planimetria quasi perfettamente circolare.

## Ambiente
La vegetazione è composta da bassa macchia mediterranea caratterizzata da Lavandula stoechas e Cistus monspeliensis.